# Krishnaswami Alladi
Krishnaswami Alladi (* 5. Oktober 1955 in Thiruvananthapuram) ist ein indisch-amerikanischer Mathematiker, der hauptsächlich auf dem Gebiet der Zahlentheorie arbeitet und sich unter anderem mit Partitionen and q-hypergeometrischen Reihen beschäftigt. Er ist Professor für Mathematik an der University of Florida, wo er von 1998 bis 2008 Leiter des Mathematics Departments war. Er ist außerdem Chefredakteur des Ramanujan Journal (Springer-Verlag), das von ihm im Jahr 1997 gegründet wurde
Alladi studierte an der University of Madras, wo er 1975 seinen Abschluss erhielt. Noch während seines Studiums schrieb er einen Brief an Paul Erdős, in dem er seine Forschungsarbeiten zu der Funktion, die jede natürliche Zahl auf die Summe ihrer Primfaktoren (mit Vielfachheit) abbildet, darlegte. Daraufhin kam Erdős nach Madras, um ihn zu treffen, und ihre gemeinsame Arbeit an dem Thema wurde Alladis erste Publikation. Er promovierte 1978 an der University of California, Los Angeles unter Ernst G. Straus.
Nach Aufenthalten an der University of Michigan, am Institute for Advanced Study, und an der University of Hawaii trat er 1981 eine Stelle als assoziierter Professor am Institute of Mathematical Sciences, Chennai an, welches von seinem Vater Alladi Ramakrishnan gegründet worden war. Im Jahr 1986 wechselte er an die University of Florida.
Alladi wurde 2012 zum Fellow der American Mathematical Society ernannt.

## Verweise
1. 1 2 3 4 5  Lebenslauf, abgerufen am 12. März 2016.
2. ↑  The Ramanujan Journal, Springer-Verlag, abgerufen am 12. März 2016.
3. ↑  K. Alladi, P. Erdős: "On an additive arithmetic function", Pacific Journal of Mathematics 71(2):275–294, 1977, doi:10.2140/pjm.1977.71.275
4. ↑  Krishnaswami Alladi und Paul Erdős, VarahaMihira Gopu, YouTube, 28. Dezember 2013, abgerufen am 12. März 2016. Videoaufzeichnung eines Vortrags, in dem Alladi die Geschichte seines Treffens mit Erdős erzählt.
5. ↑  Krishnaswami Alladi beim Mathematics Genealogy Project
6. ↑  Liste der Fellows der American Mathematical Society, abgerufen am 12. März 2016.

| Personendaten    | Personendaten                       |
| ---------------- | ----------------------------------- |
| NAME             | Alladi, Krishnaswami                |
| KURZBESCHREIBUNG | indisch-amerikanischer Mathematiker |
| GEBURTSDATUM     | 5. Oktober 1955                     |
| GEBURTSORT       | Thiruvananthapuram                  |